# Campionato mondiale di canoa polo 1994
Il 1º Campionato mondiale di canoa polo si è tenuto a Sheffield dal 7 al 10 luglio 1994. Il torneo è stato vinto dall'Australia sia nella categoria maschile senior che in quella femminile.

## Classifica finale maschile senior
| Pos. | Squadra     |
| ---- | ----------- |
|      | Australia   |
|      | Germania    |
|      | Regno Unito |
| 4    | Paesi Bassi |
| 5    | Francia     |
| 6    | Belgio      |

## Classifica finale femminile senior
| Pos. | Squadra       |
| ---- | ------------- |
|      | Australia     |
|      | Regno Unito   |
|      | Francia       |
| 4    | Germania      |
| 5    | Nuova Zelanda |
| 6    | Irlanda       |

## Medagliere
| Squadra     |   |   |   | Tot. |
| ----------- | - | - | - | ---- |
| Australia   | 2 | 0 | 0 | 2    |
| Regno Unito | 0 | 1 | 1 | 2    |
| Germania    | 0 | 1 | 0 | 1    |
| Francia     | 0 | 0 | 1 | 1    |